# Charles Sumner Tainter
Charles Sumner Tainter (25 de abril de 1854 - 20 de abril de 1940) fue un fabricante de instrumentos científicos, ingeniero e inventor estadounidense, conocido por ser colaborador de Alexander Graham Bell, de Chichester Bell, y del abogado y editor Gardiner Greene Hubbard, suegro de Alexander Graham Bell. Mejoró significativamente el fonógrafo de Edison, ideando una versión pionera del dictáfono denominada  grafófono. Posteriormente asociado con la International Graphopone Company de West Virginia, dirigió su propio laboratorio de investigación, ganándose la consideración de "padre del fonógrafo".

## Biografía
Tainter nació en Watertown (Massachusetts), donde asistió a la escuela pública. Su educación fue modesta, adquiriendo sus conocimientos principalmente a través de la autoeducación. En 1873 comenzó a trabajar en la Alvan Clark and Sons Company, fábricante de telescopios situado en Cambridge (Massachusetts). La empresa fue contratada por la Armada de los Estados Unidos para realizar observaciones del tránsito de Venus del 8 de diciembre de 1874, propiciando que Tainter viajara en una de las expediciones de observación a Nueva Zelanda. En 1878 abrió su propio taller para la producción de instrumentos científicos en Cambridgeport, Massachusetts, donde conoció a Alexander Graham Bell. Un año después, Bell ofreció a Tainter trabajar en lo que se convertiría en el Laboratorio Volta en Washington D. C., donde trabajaría durante los años siguientes.
Durante este tiempo, Tainter trabajó con los miembros de la familia Bell en varios inventos, entre ellos el fotófono y el fonógrafo, que desarrollaron en el grafófono, una mejora sustancial del dispositivo anterior de Edison, por el que Tainter recibió varias patentes junto con los Bell. Edison demandó posteriormente al Compañía Grafofónica Volta (de la que Tainter era propietario parcial) por una infracción de patente, pero el caso se resolvió mediante un compromiso entre ambos.

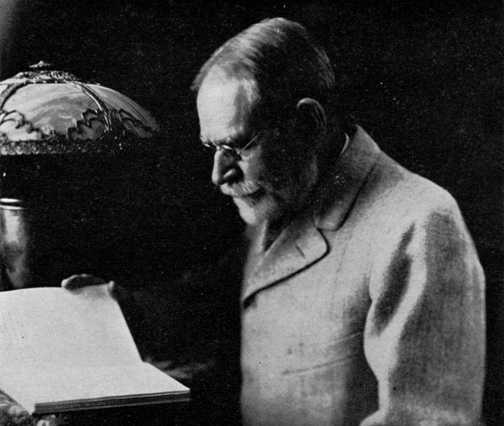
Tainter en 1919

En 1886 se casó con Lila R. Munro y durante los años siguientes trabajó en Washington, perfeccionando su grafófono y fundando una compañía que intentó comercializar el Grafófono como máquina de dictado: el primer dictáfono. En 1887 inventó el tubo de papel enrollado helicoidal como cilindro de grafófono mejorado. El diseño era ligero y resistente, y fue ampliamente utilizado en distintas aplicaciones, como tubos de correo y contenedores de productos.
En 1888 fue afectado por una neumonía severa, cuyas secuelas le afectarían durante el resto de su vida, lo que le llevó a mudarse con su esposa a San Diego (California) en 1903, buscando un clima más benigno para su dolencia. Después de la muerte de su primera esposa en 1924, se casó con Laura F. Onderdonk en 1928.
Tainter recibió varios premios y distinciones por su grafófono.

## Manuscrito no publicado
En 1947, la viuda de Tainter, Laura Onderdonk, donó su biografía inédita y los diez volúmenes sobrevivientes (de los trece originales) de los Cuadernos para el hogar de Tainter al Museo Nacional de Historia Estadounidense (Washington) del Instituto Smithsoniano; los volúmenes 9, 10 y 13 desafortunadamente fueron destruidos en un incendio en septiembre de 1897. Tainter realizado en el Laboratorio Volta durante el año 1880. En 1950 Laura Tainter donó otros artículos históricos, incluyendo el manuscrito mecanografiado de Tainter titulado "Memorias de Charles Sumner Tainter", cuyas primeras 71 páginas detallan sus experiencias hasta 1887, además de otros escritos sobre su trabajo en Graphophone Factory en Bridgeport, Connecticut.

## Premios y honores
- La Exposición Eléctrica en París le otorgó a Tainter una medalla de oro por su co-invención del fotófono el año anterior (1881)[3]
- El Gobierno francés lo nombró "Oficial de Instrucción Pública" por su trabajo en la invención del Grafófono (1889)[3]
- La Exposición de San Francisco por su trabajo en el Grafófono (1915);[3]
- La Exposición Panamá Pacífico también para él en el campo del Grafófono (1915)[3]
- La Asociación Estadounidense para el Avance de la Ciencia convirtió a Tainter en miembro emérito vitalicio de su instituto (Pittsburgh, diciembre de 1934)[3]

## Patentes
Imágenes de patentes visibles en formato TIFF 
- Patente USPTO n.º 235496 Transmisor Fotófono, archivado en septiembre de 1880, emitido en diciembre de 1880 (con Alexander Bell)
- Patente USPTO n.º 235497 Celda de selenio, presentada en septiembre de 1880, emitida en diciembre de 1880 (con Alexander Bell)
- Patente USPTO n.º 235616 Proceso de tratamiento de selenio para aumentar su conductividad eléctrica, presentado en agosto de 1880, emitido en diciembre de 1880 (con Alexander Bell)
- Patente USPTO n.º 241909 Receptor fotofónico, archivado en marzo de 1881, emitido en mayo de 1881 (con Alexander Bell)
- Patente USPTO n.º 336173 Transmisor telefónico, presentado en abril de 1885, emitido en febrero de 1886
- Patente USPTO n.º 341212 Reproducción de sonidos de registros fonográficos (sin usar una aguja), presentado en noviembre de 1885, emitido en mayo de 1886 (con Alexander y Chichester Bell)
- Patente USPTO n.º 341213 Transmisión y grabación de sonidos por Energía Radiante, presentada en noviembre de 1885, emitida en mayo de 1886 (con Alexander y Chichester Bell)
- Patente USPTO n.º 341214 Grabación y reproducción del habla y otros sonidos (Disco de velocidad lineal constante), archivado en junio de 1885, emitido en mayo de 1886 (con Chichester Bell)
- Patente USPTO n.º 341288 Aparato para grabar y reproducir sonidos, archivado en diciembre de 1885, emitido en mayo de 1886
- Patente USPTO n.º 374133 Cilindro de papel para registros grafofónicos (surco helicoidal), archivado en abril de 1887, emitido en noviembre de 1887
- Patente USPTO n.º 375579  Aparato para grabar y reproducir voz y otros sonidos (con una unidad de pedal oscilante diseñada para dictado), presentada en julio de 1887, emitida en diciembre de 1887.
- Patente USPTO n.º 380535 Grafófono (con transcripción duplicada), archivado en diciembre de 1887, emitido en abril de 1888
- Patente USPTO n.º 421450 Tableta Grafofónica (recubrimiento de cilindro duro con "ozocerita" (cera de carnaúba)), presentado en noviembre de 1887, emitido en febrero de 1890
- Patente USPTO n.º 428646 Máquina para la fabricación de tabletas recubiertas de cera para grafófonos, presentada en junio de 1889, publicada en mayo de 1890.

## Lecturas relacionadas
- Frow, George L. & Sefl, Albert F. "The Edison Cylinder Phonographs 1877 - 1929", Kent, Gran Bretaña: Flo-Print, 1978.
- Juttlemann, Herbert. "Phonographen und Grammaphone", Braunschweig, Alemania: Klinkhardt y Biermann, 1979.
- Marty, Daniel. "La historia ilustrada de los fonógrafos", por Douglas Tubbs, VILO Inc., Nueva York, 1981.
- Proudfoot, Christopher. "Recopilación de fonógrafos y gramófonos", Christie 's International Collectors Series, Mayflower Books, Nueva York, 1980.
- National Phonograph Company. "El fonógrafo y cómo usarlo", Allen Koenigsberg, Nueva York, 1971 (1900).